# 沙尼 (奥恩省)
沙尼（法語：Chanu，法語發音：[ʃany] ⓘ）是法国奥恩省的一个市镇，属于阿让唐区。

## 地理
沙尼（48°43'43"N, 0°40'40"W）面积15.72 平方千米，位于法国诺曼底大区奧恩省，该省份为法国西北部内陆省份，北起顺时针与卡爾瓦多斯省、厄尔省、厄尔-卢瓦省、萨尔特省、马耶讷省和芒什省接壤。
与沙尼接壤的市镇（或旧市镇、城区）包括：朗迪萨克、拉沙佩勒比什、圣克莱尔德阿卢兹、圣保罗、坦什布赖博卡日。

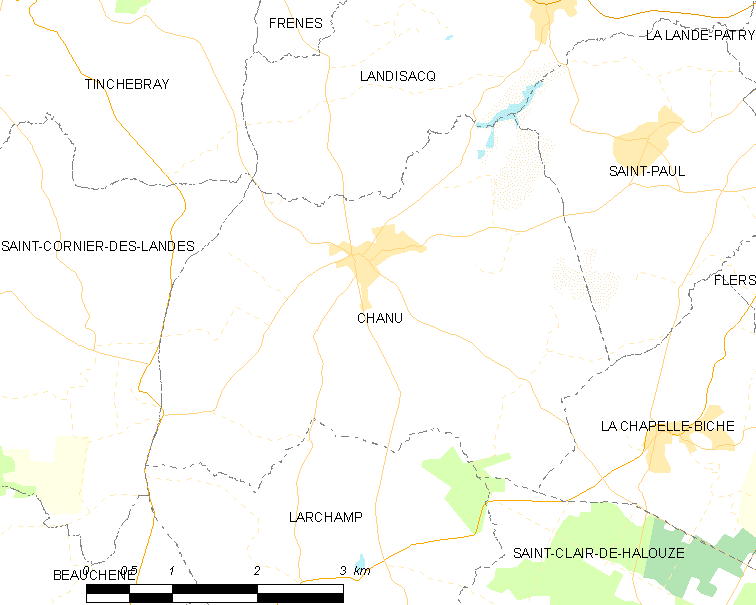
的OSM定位图

沙尼的时区为UTC+01:00、UTC+02:00（夏令时）。

## 行政
沙尼的邮政编码为61800，INSEE市镇编码为61093。

## 政治
沙尼所属的省级选区为栋夫龙昂普瓦赖县。

## 人口

1962-2008年间人口变化图示

沙尼于2022年1月1日时的人口数量为1248人。